# Margarete Kubicka
Margarete Kubicka (IPA: [kʊˈbit͡ska]; geboren als Margarete Schuster, 20. Juni 1891 in Berlin; gestorben 18. Juli 1984 ebenda) war eine deutsche Künstlerin und Kunsterzieherin.

## Leben und Wirken
Margarete Schuster wuchs in einer liberalen Kaufmannsfamilie auf. Sie besuchte von 1911 bis 1913 das Lehrerinnenseminar an der Königlichen Kunstschule zu Berlin, um Zeichenlehrerin an einem Lyceum zu werden. 1916 heiratete sie den polnisch-deutschen Künstler Stanislaw Kubicki. Sie bezogen ein Wohnatelier in der Holsteinischen Straße. Beide veröffentlichten in der Zeitschrift Die Aktion Druckgraphiken und Gedichte. In ihrem Freundeskreis, in dem Raoul Hausmann, Jankel Adler und Otto Freundlich verkehrten, blieben sie im Unterschied zu den Politikern der Arbeiterbewegung auch nach Ausbruch des Ersten Weltkriegs pazifistisch eingestellt.
Der Gründer der polnischen Künstlergruppe BUNT Jerzy Hulewicz porträtierte sie. 1918 nahm sie an einer Ausstellung der Gruppe BUNT in Posen teil und im Juni 1918 stellte sie bei der von der Aktion in Berlin organisierten Ausstellung der Gruppe fünf Ölbilder, drei Aquarelle und zwei Holzschnitte aus. Während des Ersten Weltkriegs war Kubicka kurze Zeit Mitglied des Spartakusbundes. Nach dem Krieg verlor Kubicka ihre Anstellung als Lehrerin, da die Lehrerstellen für die kriegsheimkehrenden Männer benötigt wurden, und musste mit dem Geld aus Vertretungsstunden die Familie über Wasser halten. 1919 kam die gemeinsame Tochter zur Welt. 1920 besuchten sie in Köln die Maler Franz W. Seiwert und Heinrich Hoerle und gründeten mit ihnen, Jankel Adler und Otto Freundlich die Gruppe Kommune. Beim Kongress der Union Internationaler Fortschrittlicher Künstler 1922 in Düsseldorf protestierten sie gegen den dort vertretenen politisch seichten Kunstbetrieb und organisierten im selben Jahr die Internationale Arbeiterkunstausstellung Berlin, für die sie neben Raoul Hausmann auch Vertreter der Gruppe BUNT und, mit Joris Minne und Henri Van Straten, Vertreter der belgischen Gruppe Lumière gewinnen konnten. Kubickas Bilder wurden in internationalen Ausstellungen der Gruppe progressiver Künstler 1926 in Moskau und 1930 in Chicago gezeigt.
Kubicka wandte sich nun dem expressionistischen Kubismus zu. Mitte der zwanziger Jahre erhielt sie wieder eine Stelle als Kunsterzieherin am Kaiser-Friedrich-Realgymnasium in Neukölln bei Werner Büngel. 1926 wurde der Sohn Stanislaw Karol Kubicki (1926–2019) geboren, 1927 zog die Familie in die Onkel-Bräsig-Straße 46 der Hufeisensiedlung.
Nach der Machtübergabe an die Nationalsozialisten 1933 wurde sie gemaßregelt und nach Tempelhof strafversetzt, behielt aber ihre Beamtenstelle. 1934 half sie Zenzl Mühsam bei der Flucht aus Deutschland. Stanislaw Kubicki floh 1934 nach Polen. 1937 ließen sie sich aus Vorsicht vor weiteren politischen Verfolgungen scheiden. Stanislaw Kubicki wurde nach der deutschen Besetzung Polens im Jahr 1943 als polnischer Widerstandskämpfer von den Deutschen ermordet. Kubicka überstand mit beiden Kindern die Drangsalierungen, Hausdurchsuchungen und Verhöre in der Zeit des Nationalsozialismus. In dieser Zeit unterstützte sie polnische Zwangsarbeiter, die in der Hufeisensiedlung arbeiteten und in einem Lager in der Onkel-Bräsig-Str. 3 untergebracht waren.
Nach Ende des Zweiten Weltkriegs arbeitete sie bis zu ihrer Pensionierung im Jahre 1956 als Lehrerin weiterhin an der Tempelhofer Luise-Henriette-Oberschule. In ihren Arbeiten der 50er Jahre finden die Formen der 20er Jahre nur noch gelegentlich Verwendung, neue fantastische Möglichkeiten kommen ins Spiel, allegorische und mythologische Reminiszenzen. Einen Höhepunkt im Spätwerk der Kubicka bilden die labyrinthisch filigranen Tuschzeichnungen aus den letzten Jahren.

## Ehrungen und Auszeichnungen

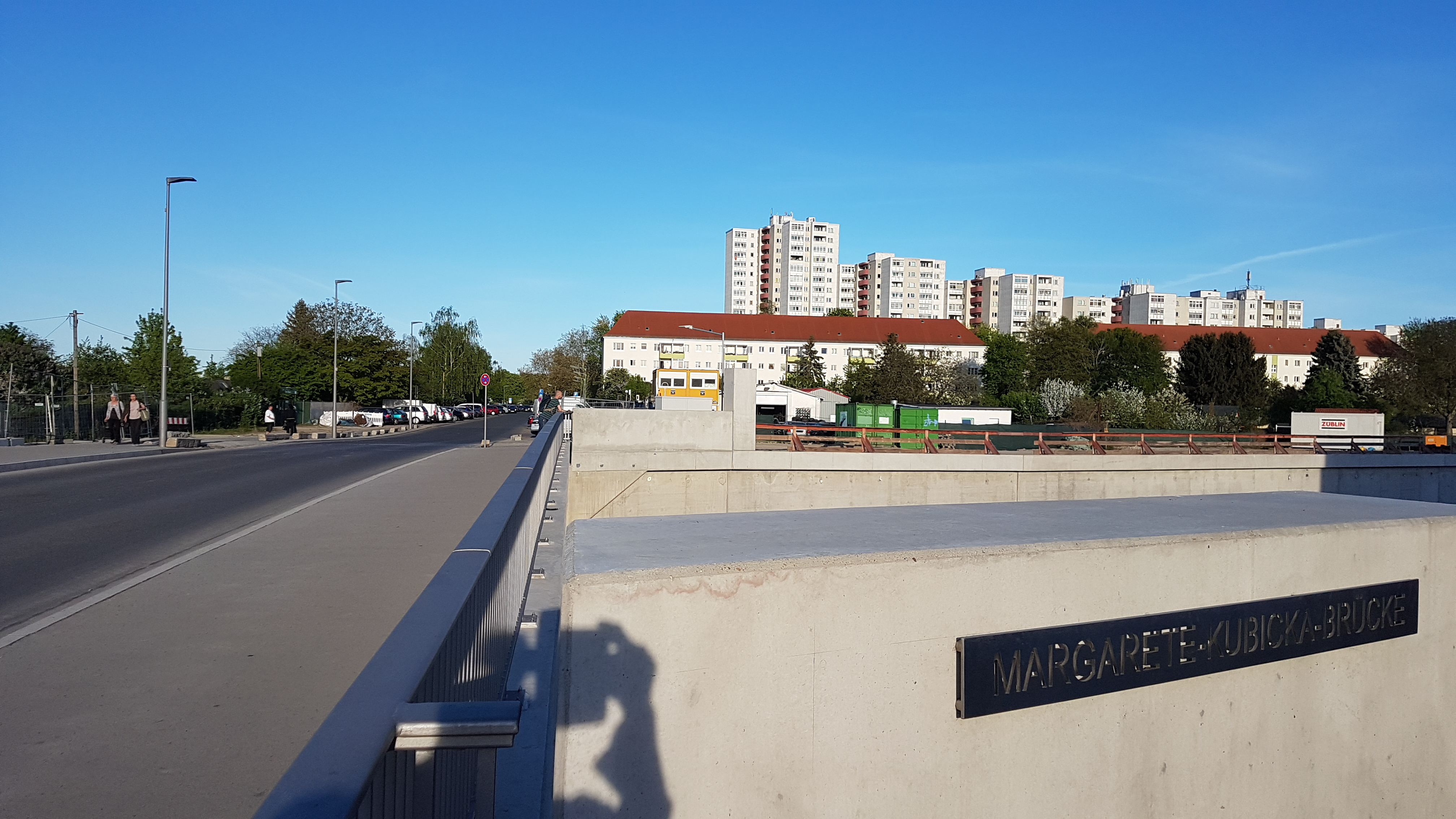
Blick über die Margarete-Kubicka-Brücke im April 2019

Im Jahr 2017 wurde eine Brücke in Berlin-Neukölln nach ihr benannt: Auf der Margarete-Kubicka-Brücke führt die Dieselstraße über den noch im Bau befindlichen Abschnitt der Autobahn A 100. Eine feierliche Namensgebung fand jedoch nicht statt.
Im September 2020 wurde die bisherige Britzer Stadtteilbibliothek in Margarete-Kubicka-Bibliothek umbenannt.

## Werke (Auswahl)
- Jeder lebt in seinem Schatten (Öl auf Leinwand, 110 × 130 cm; 1963. Berlinische Galerie)

## Ausstellungen (unvollständig)
- 1976: Berlin, Neuer Berliner Kunstverein[5]

### Postum
- 1992: Berlin, Berlinische Galerie ("Die Jahre der Krise : Margarete Kubicka und Stanislaw Kubicki 1918–1922")
- 2015: Berlin-Britz, Hufeisern gegen Rechts (Leben und Werk)
- 2025: Berlin, Salongalerie „Die Möwe“ („Kühne Frauen. Von Leidenschaft und Widerstand in der Kunst“; mit Inge Flierl, Katja Meirowsky, Margarethe Moll, Erna Schmidt-Caroll, Johanna Schütz-Wolff und Louise Stomps)